# Dmitrij Dudik
Dmitrij Vladimirovič Dudik (bělorusky Дмитрий Владимирович Дудик; * 2. listopadu 1977, Minsk) je bývalý běloruský hokejový útočník.

## Klubový hokej
S hokejem začínal v mužstvu Tivali Minsk. Od sezóny 1996/97 působil pět let v klubu Nürnberg Ice Tigers v německé DEL. Od ročníku 2001/02 hrál v běloruské lize, od sezóny 2005/06 za Dinamo Minsk. Za toto mužstvo hrál v premiérové sezoně KHL (2008/09), v jejím průběhu však přestoupil do týmu Keramin Minsk, které hrávalo běloruskou ligu. Další rok byl hráčem Junosť Minsk a Šachtar Soligorsk. Poslední sezónu aktivní kariéry 2010/11 odehrál za China Dragon v Asijské hokejové lize a Neman Grodno.

## Reprezentace
Byl členem reprezentace na ZOH 2002, kde Bělorusko zaznamenalo největší úspěch v historii - 4. místo, když v semifinále vyřadilo vysoce favorizované Švédsko po výhře 4:3. Zúčastnil se i světových šampionátů v letech 2000, 2004 (1. divize), 2005, 2006, 2007 a 2008.

### Reprezentační statistiky
| 2000      | Bělorusko | MS  | 6 | 0 | 0 | 0 | 2 |
| ZOH 2002  | Bělorusko | ZOH | 9 | 2 | 1 | 3 | 6 |
| MS A 2004 | Bělorusko | MS  | 5 | 2 | 2 | 4 | 0 |
| MS 2005   | Bělorusko | MS  | 6 | 0 | 0 | 0 | 2 |
| MS 2006   | Bělorusko | MS  | 7 | 3 | 0 | 3 | 2 |
| MS 2007   | Bělorusko | MS  | 6 | 2 | 1 | 3 | 8 |
| MS 2008   | Bělorusko | MS  | 6 | 1 | 1 | 2 | 2 |

## Trenérské působení
V sezóně 2013/14 je trenérem týmu HK Vitebsk v běloruské hokejové lize.